# Lake Wongitta
Lake Wongitta är en sjö i Australien. Den ligger i delstaten Queensland, omkring 1 500 kilometer väster om delstatshuvudstaden Brisbane. 
Omgivningarna runt Lake Wongitta är i huvudsak ett öppet busklandskap. Trakten runt Lake Wongitta är nära nog obefolkad, med mindre än två invånare per kvadratkilometer. Genomsnittlig årsnederbörd är 194 millimeter. Den regnigaste månaden är februari, med i genomsnitt 57 mm nederbörd, och den torraste är augusti, med 1 mm nederbörd.